# Minzy Work 01. "Uno"
Minzy Work 01: Uno (também estilizado como Uno) é o extended play de estréia da cantora sul-coreana, Minzy. Foi lançado em 17 de abril de 2017 pela The Music Works Entertainment. Ele contém seis faixas, incluindo a faixa-título, "니나노 (Ninano)", com a participação do rapper sul-coreano, Flowsik. O EP marca a estreia da Minzy como artista solo, e incorpora uma gama de gêneros, incluindo EDM, ballad e R&B.

## Antecedentes e lançamento
Em meados de 2016, Minzy entrou para a gravadora The Music Works Entertaiment. Logo eles confirmaram que ela estava trabalhando no seu extended play de estreia. Em março de 2017, a cantora anunciou que finalmente iria estrear como cantora solo em abril. Em 3 de abril, em sua conta oficial no Instagram, Minzy lançou uma programação gráfica para o seu primeiro EP, confirmando o nome e a data de lançamento para 17 de abril. Foi escolhida como a faixa-título a canção "니나노 (Ninano)", com colaboração do rapper sul-coreano, Flowsik.
O EP foi lançado digitalmente em 17 de abril de 2017, juntamente com um videoclipe para a faixa-título. Minzy participou nas letras de todas as canções, além de co-compor a canção "Beautiful Lie". Na Coréia do Sul, o álbum foi distribuído fisicamente e digitalmente pela The Music Work Entertaiment.

## Divulgação
Depois de um showcase no dia do lançamento do seu primeiro extended play, Minzy começou as promoções da faixa-título "니나노 (Ninano)" junto com Flowsik em programas musicais em 18 de abril. Sua primeira performance foi no The Show e Inkigayo da SBS, seguido por Show! Music Core e Show Champion da MBC, Music Bank da KBS, e por fim, M! Countdown da Mnet.

## Lista de Faixas
A lista de faixas foi divulgada na conta oficial da Minzy no Instagram em 11 de abril de 2017.
| N.º            | Título                                    | Duração |  |
| 1.             | "니나노 (Ninano)" (com Flowsik)           | 3:11    |  |
| 2.             | "Superwoman (수퍼우먼)"                   | 3:27    |  |
| 3.             | "ING (알쏭달쏭)"                          | 3:18    |  |
| 4.             | "Flashlight" (com Jay Park)               | 3:15    |  |
| 5.             | "Beautiful Lie"                           | 4:15    |  |
| 6.             | "니나노 (English Rap Ver.)" (com Flowsik) | 3:11    |  |
| Duração total: | Duração total:                            | 20:41   |  |

## Desempenho nas paradas musicais e vendas

### Posições
| Tabela musical                          | Melhor posição |
| --------------------------------------- | -------------- |
| Coreia do Sul (Gaon Weekly Album Chart) | 10             |
| Estados Unidos (Billboard World Album)  | 2              |